# Cham Shahrān
Cham Shahrān (persiska: شهید چمران, Cham-e Shahrān, Shahīd Chamrān, چم شهران) är en ort i Iran.   Den ligger i provinsen Lorestan, i den västra delen av landet, 400 km sydväst om huvudstaden Teheran. Cham Shahrān ligger 852 meter över havet och antalet invånare är 154.
Terrängen runt Cham Shahrān är huvudsakligen kuperad. Cham Shahrān ligger nere i en dal.Runt Cham Shahrān är det ganska glesbefolkat, med 28 invånare per kvadratkilometer. Närmaste större samhälle är Cham-e Dīvān, 16,9 km norr om Cham Shahrān. Omgivningarna runt Cham Shahrān är i huvudsak ett öppet busklandskap.